# Les Království
Les Království – zbiornik retencyjny powstały wskutek przedzielenia koryta rzeki Łaby kamienną, grawitacyjną zaporą wodną o wysokości około 41 m, długości korony zapory 327,31 m i szerokość zapory 218 m. Znajduje się 4 km w górę rzeki od miasta Dvůr Králové nad Labem. Od 1964 jest zabytkiem techniki.

## Historia

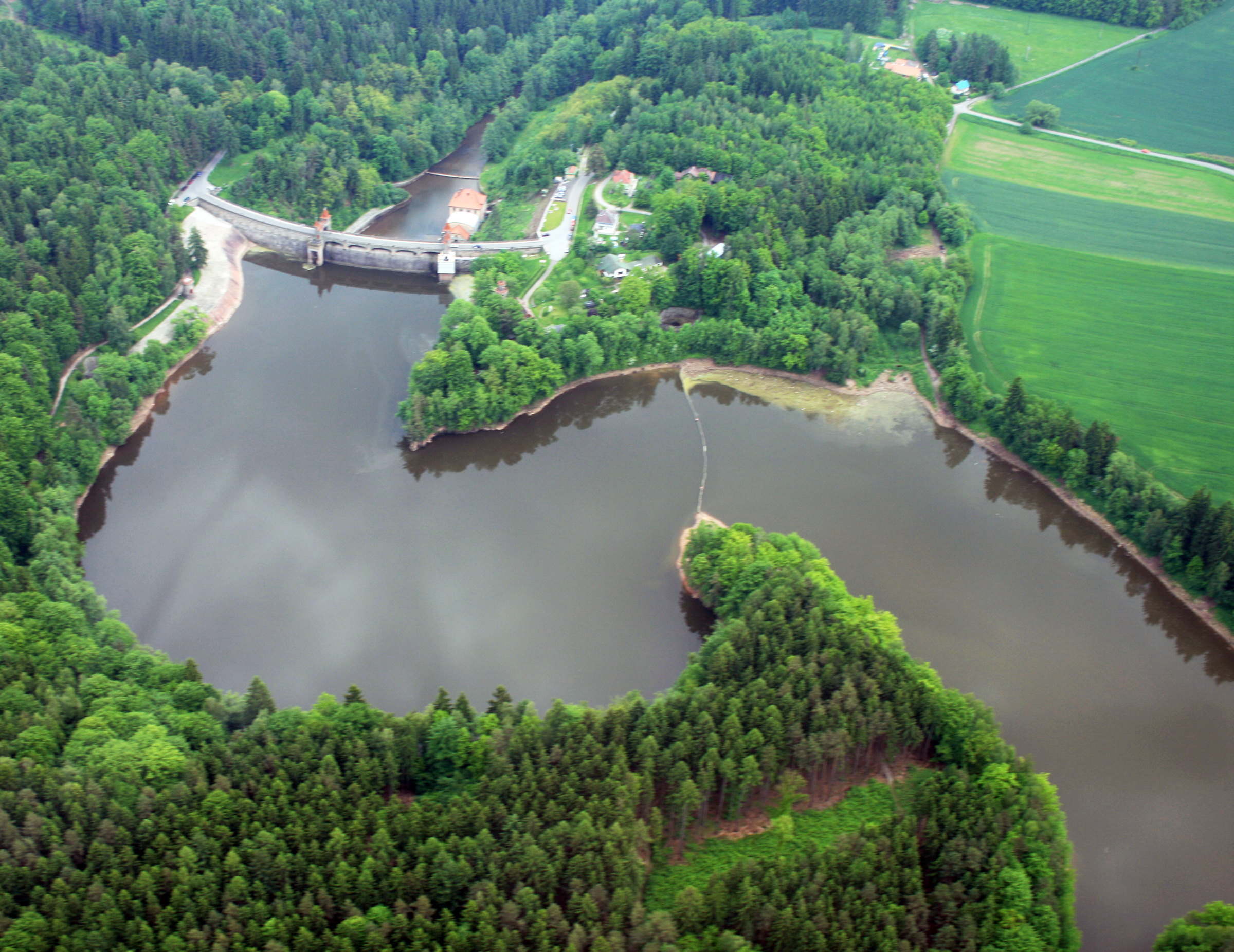
Widok z góry

Po niszczącej powodzi z 1897 r., która nawiedziła dolinę Łaby, postanowiono zbudować 2 zbiorniki retencyjne. Jednym z nich był Les Království. Dokumentację techniczną zaczęto sporządzać w 1903 r. pod nadzorem inż. Josefa Plicki. Budowa trwała od 1910 do 1920 roku. Opóźnienie spowodowane było I wojną światową.
Koszt budowy tamy wyniosły 4,7 milionów koron austro-węgierskich. Po zakończeniu budowy zbiornik Les Království był największym sztucznym zbiornikiem wodnym w Republice Czechosłowackiej.

## Elektrownia

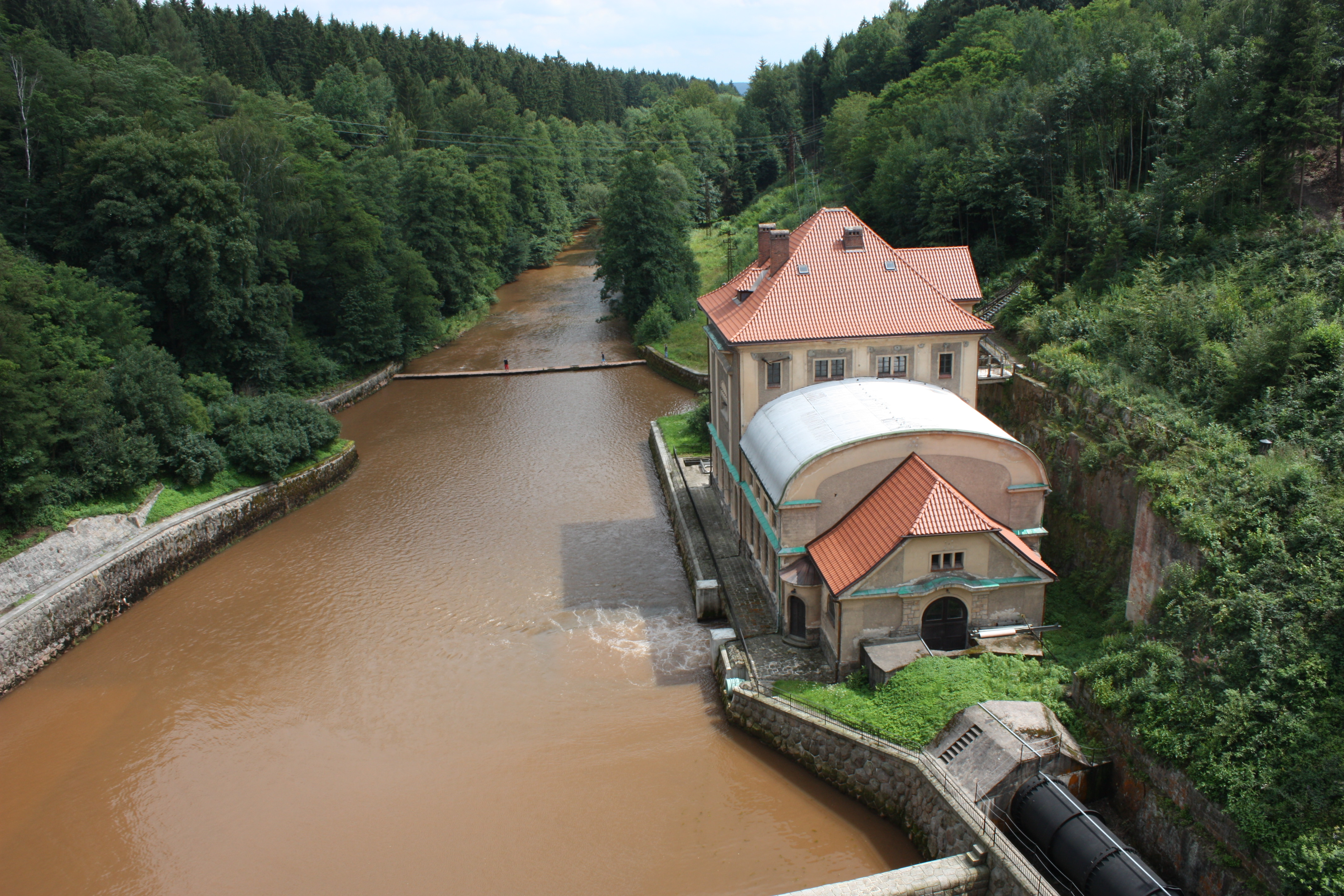
Budynek elektrowni

Przy zaporze zlokalizowana jest hydroelektrownia wybudowana w 1923 r., wyposażana w dwie turbiny Fracisa o mocy 600 kW każda. W 2005 r. wymieniono turbiny na nowe o łącznej mocy 2120 kW.

## Hydrologia
- Powierzchni zlewni 531,80 km²
- Średnia roczna opadów 888 mm
- Średni roczny odpływ 258,60 mln m³
- Średni przepływ 8,20 m³/s
- Minimalny przepływ 1,10 m³/s
- Absolutne maksimum stuletnie przepływu 349,0 m³/s
- Przepływy maksymalne w przekroju zapory
  - 1897 – 330 m³/s,
  - luty 1946 – 311 m³/s,
  - styczeń 1948 – 284 m³/s,